# Manuel da Costa (futebolista)
Manuel Marouane da Costa Trindade Senoussi (Saint-Max, 6 de maio de 1986) é um futebolista marroquino e português que atua como zagueiro. Atualmente, joga pelo BB Erzurumspor. Os seus pais são de nacionalidade portuguesa e marroquina, tendo nascido em França.

## Carreira

### Nancy
Manuel da Costa começou a sua carreira no Nancy, onde se destacou e teve ofertas de clubes como o Paris Saint-Germain, Bordeaux e Newcastle United, mas ele optou pelo PSV.

### PSV
Atuou no PSV por 1 ano e meio, até se transferir para a Fiorentina.

### Fiorentina
No início de 2008 assinou pela Fiorentina.

### Sampdoria
Foi contratado pelo clube genovês em 30 de janeiro de 2009, por empréstimo. Ao final do empréstimo, retornou a Fiorentina.

### West Ham United
Em Agosto de 2009, Manuel da Costa assinou por três anos com o West Ham. Em 35 jogos, marcou 4 golos.

### Lokomotiv Moscow
Em Junho de 2011, Manuel da Costa assinou pelo Lokomotiv, depois do West Ham United ter descido de divisão.

### C. D. Nacional
Em Agosto de 2012, foi emprestado ao Nacional da Madeira por 1 ano. É a primeira vez que Manuel da Costa joga por um clube português.

## Seleções

### Seleção Portuguesa
Da Costa jogou pela seleção Sub-21 portuguesa de 2006 a 2008, mas nunca atuou pela seleção principal.

### Seleção Marroquina
Da Costa fez parte do elenco da Seleção Marroquina de Futebol na Campeonato Africano das Nações de 2017.

### Títulos
Nancy
- Coupe de la Ligue: 2005–06

PSV Eindhoven
- Eredivisie: 2006–07, 2007–08

Olympiacos
- Superliga Grega: 2015-16, 2016-2017
- Copa da Grécia Vice: 2015–16